# Henri-Georges Clouzot
Henri-Georges Clouzot (Niort, 20 de noviembre de 1907-París, 12 de enero de 1977) fue un director, guionista y productor de cine francés, autor de clásicos del cine francés como Manon, El cuervo, El salario del miedo, Las diabólicas y La verdad.

## Biografía
Después de terminar sus estudios, trabajó de periodista. En la década de 1930 trabajó en Berlín como supervisor de doblajes. De regreso en Francia, comenzó en el cine escribiendo guiones, para sí mismo y para otros directores. En 1942, durante la ocupación alemana, el Ministerio de Propaganda de Goebbels fundó la productora Continental-Films, creada para reemplazar la producción de Hollywood, en la cual Clouzot debutó como director en El asesino vive en el 21 (1942), para luego al año siguiente filmar El cuervo (1943), película que causó polémica, recibiendo Clouzot críticas por el tema, que trata de la miseria moral de los habitantes de un pueblo francés. La película fue tachada de colaboracionista, y le costó al director cierta marginación en el ambiente del cine francés.
Sin embargo pronto retomó su actividad, y algunas de sus siguientes películas fueron premiadas en varios festivales (Premio Internacional al mejor director del Festival de Venecia por En legítima defensa (1947), y León de Oro del mismo festival, por Manon (1949). Fundó entonces una productora propia, Vera Films (por su esposa la actriz Véra Clouzot).
En la década de 1950, dirigió el largometraje El salario del miedo, que fue premiado en el Festival de Berlín y en el Festival de Cannes, seguido de Las diabólicas (1954), el documental Le Mystère Picasso (1956) y el filme La Vérité (1960), con la participación de Brigitte Bardot.
Falleció en París el 12 de enero de 1977.

## Comentarios
Clouzot estaba situado entre el primer cine francés y la nouvelle vague. No fue un revolucionario del lenguaje cinematográfico, pero sí creó atmósferas opresivas y sórdidas, y personajes de instintos primarios y ambivalencia moral. Había leído muchas novelas de detectives (especialmente porque la tuberculosis lo postró en cama durante algunos años) y estas forjaron su perspectiva negativa de la sociedad. Sus primeras películas (El asesino vive en el 21) contenían guiños de humor que el autor eliminó en sus siguientes películas.

## Filmografía
| Año  | Título original                     | Título en español           | Acreditado como | Acreditado como | Acreditado como |
| Año  | Título original                     | Título en español           | Director        | Guionista       | Productor       |
| ---- | ----------------------------------- | --------------------------- | --------------- | --------------- | --------------- |
| 1931 | Je serai seule après minuit         | —                           |                 | Sí              |                 |
| 1931 | La terreur des Batignolles          | —                           | Sí              |                 |                 |
| 1931 | Le chanteur inconnu                 | —                           |                 | Sí              |                 |
| 1931 | Ma cousine de Varsovie              | —                           |                 | Sí              |                 |
| 1931 | Un soir de rafle                    | Una noche de redada         |                 | Sí              |                 |
| 1932 | Niebla                              | Niebla                      |                 | Sí              |                 |
| 1932 | Faut-il les marier?                 | Hay que casarlos            |                 | Sí              |                 |
| 1932 | La Chanson d'une nuit               | Hoy o nunca                 |                 | Sí              |                 |
| 1932 | Le dernier choc                     | —                           |                 | Sí              |                 |
| 1932 | Le Roi des palaces                  | El rey de los hoteles       |                 | Sí              |                 |
| 1933 | Caprice de princesse                | Su Alteza la vendedora      | Sí              | Sí              |                 |
| 1933 | Château de rêve                     | Por el mar viene la ilusión | Sí              | Sí              |                 |
| 1933 | Tout pour l'amour                   | Todo por el amor            | Sí              | Sí              |                 |
| 1938 | Éducation de prince                 | Educación de príncipe       |                 | Sí              |                 |
| 1938 | Le révolté                          | —                           |                 | Sí              |                 |
| 1939 | Le monde tremblera                  | El mundo temblará           |                 | Sí              |                 |
| 1941 | Le duel                             | —                           |                 | Sí              |                 |
| 1941 | Le dernier des six                  | El último de los seis       |                 | Sí              |                 |
| 1942 | Les inconnus dans la maison         | —                           |                 | Sí              |                 |
| 1942 | L'assassin habite au 21             | El asesino vive en el 21    | Sí              | Sí              |                 |
| 1943 | Le Corbeau                          | El cuervo                   | Sí              | Sí              |                 |
| 1947 | Quai des Orfèvres                   | En legítima defensa         | Sí              | Sí              |                 |
| 1949 | Manon (película)                    | Manon                       | Sí              | Sí              |                 |
| 1949 | Retour à la vie                     | —                           | Sí              |                 |                 |
| 1950 | Miquette et sa mère                 | —                           | Sí              | Sí              |                 |
| 1953 | Le salaire de la peur               | El salario del miedo        | Sí              | Sí              | Sí              |
| 1955 | Les diaboliques                     | Las diabólicas              | Sí              | Sí              | Sí              |
| 1956 | Le Mystère Picasso                  | El misterio de Picasso      | Sí              | Sí              | Sí              |
| 1956 | Si tous les gars du monde           | T.K.X. no contesta          |                 | Sí              |                 |
| 1957 | Les Espions                         | Los espías                  | Sí              | Sí              | Sí              |
| 1960 | La Vérité (película)                | La verdad                   | Sí              | Sí              |                 |
| 1967 | Messa da Requiem von Giuseppe Verdi | Giuseppe Verdi: Requiem     | Sí              |                 |                 |
| 1968 | La Prisonnière                      | La prisionera               | Sí              | Sí              |                 |
| 1994 | L'Enfer                             | El infierno                 |                 | Sí              |                 |

## Premios y distinciones
Premios Óscar
| Año  | Categoría                          | Película  | Resultado |
| ---- | ---------------------------------- | --------- | --------- |
| 1961 | Mejor película de habla no inglesa | La Vérité | Nominado  |

Festival Internacional de Cine de Cannes
| Año  | Categoría         | Película               | Resultado |
| ---- | ----------------- | ---------------------- | --------- |
| 1953 | Gran Premio       | El salario del miedo   | Ganador   |
| 1956 | Premio del jurado | El misterio de Picasso | Ganador   |

Festival Internacional de Cine de Berlín
| Año  | Categoría  | Película             | Resultado |
| ---- | ---------- | -------------------- | --------- |
| 1953 | Oso de Oro | El salario del miedo | Ganador   |

Festival Internacional de Cine de Venecia
| Año  | Categoría                          | Película            | Resultado |
| ---- | ---------------------------------- | ------------------- | --------- |
| 1947 | León de Plata a la mejor dirección | En legítima defensa | Ganador   |
| 1949 | León de Oro                        | Manon               | Ganador   |

Festival Internacional de Cine de San Sebastián
| Año  | Categoría                          | Película                     | Resultado |
| ---- | ---------------------------------- | ---------------------------- | --------- |
| 1956 | Mejor guion en película extranjera | Si tous les gars du monde... | Ganador   |